# Герои Советской Родины
«Герои Советской Родины» — биографическая серия книг небольшого формата, рассказывающих о Героях Советского Союза и Героях Социалистического Труда, революционных и государственных деятелях, маршалах и адмиралах. Серию выпускало Издательство политической литературы (Политиздат, Москва) с 1969 до 1991 года массовыми тиражами. Всего вышло более 110 выпусков, некоторые из книг серии были переизданы с дополнениями. За 20 с небольшим лет издания серии сменилось три варианта оформления обложки.
Формат книги: 70x108/32 (130х165 мм); бумажная обложка. Стандартный тираж 100 или 200 тысяч экземпляров.

## Книги серии
1969
- Борзенко С. А., Денисов Н. Н. Первый космонавт: (Ю. А. Гагарин). — М.: Политиздат, 1969. — 144, [8] с. — (Герои Советской Родины). (обл.)
- Романов А. П. Конструктор космических кораблей: (академик Сергей Павлович Королёв). — М.: Политиздат, 1969. — 160 с. — (Герои Советской Родины). — 200 000 экз. (обл.)

1970
- Падерин И. Г. Земля не терпит робких: (Маршал Советского Союза Василий Чуйков). — М.: Политиздат, 1970. — 144 с. — (Герои Советской Родины). — 200 000 экз. (обл.)
- Толмачёв А. В. Михаил Иванович Калинин. — М.: Политиздат, 1970. — 136 с. — (Герои Советской Родины). — 100 000 экз. (обл.)

1972
- Коробов Л. А. Фронт без флангов: (С. А. Ковпак). — М.: Политиздат, 1972. — 128 с. — (Герои Советской Родины). — 200 000 экз. (обл.)

1974
- Асташенков П. Т. Пламя и взрыв: (Кирилл Иванович Щёлкин). — М.: Политиздат, 1974. — 104 с. — (Герои Советской Родины). — 65 000 экз. (обл.)
- Полевой Б. Н. Полководец: (Маршал Советского Союза Иван Степанович Конев). — М.: Политиздат, 1974. — 128 с. — (Герои Советской Родины). — 200 000 экз. (обл.)

1975
- Баранов А. П. Причастность: (Герой Социалистического труда вальцовщик московского завода «Серп и молот» Виктор Дюжев). — М.: Политиздат, 1975. — 120 с. — (Герои Советской Родины). — 100 000 экз. (обл.)

1976
- Асташенков П. Т. Дерзкие старты. — М.: Политиздат, 1976. — 112 с. — (Герои Советской Родины). — 200 000 экз. (обл.)
- Марушкевич Н. Т. Смысл его жизни: (О В. И. Козлове). — М.: Политиздат, 1976. — 112 с. — (Герои Советской Родины). — 200 000 экз. (обл.)

1979
- Романов А. П. Космонавт-Два: (О Г. С. Титове). — М.: Политиздат, 1979. — 112 с. — (Герои Советской Родины). — 200 000 экз. (обл.)

1980
- Арлазоров М. С. Дорога на космодром: (О А. М. Исаеве). — М.: Политиздат, 1980. — 152 с. — (Герои Советской Родины). — 200 000 экз. (обл.)
- Давыдов Л. Д. Верность: (О Д. М. Карбышеве). — М.: Политиздат, 1980. — 128 с. — (Герои Советской Родины). — 200 000 экз. (обл.)
- Ребров М. Ф. Над планетой людей: (дважды Герой Советского Союза космонавт А. А. Леонов). — М.: Политиздат, 1980. — 112 с. — (Герои Советской Родины). — 20 000 экз. (обл.)

1982
- Михайловский Н. Г. Адмирал Трибуц. — М.: Политиздат, 1982. — 96 с. — (Герои Советской Родины). — 200 000 экз. (обл.)
- Московкин В. Ф., Тарасов Е. П. Солдат революции: (о Н. И. Подвойском). — М.: Политиздат, 1982. — 112 с. — (Герои Советской Родины). — 200 000 экз. (обл.)

1983
- Арзуманян А. М. Иван Тевосян. — М.: Политиздат, 1983. — 80 с. — (Герои Советской Родины). — 200 000 экз. (обл.)
- Резниченко Г. И. Вся жизнь — небу: (Герой Советского Союза, лётчик-испытатель, генерал-полковник авиации М. М. Громов). — М.: Политиздат, 1983. — 96 с. — (Герои Советской Родины). — 200 000 экз. (обл.)
- Хаметов М. И. В небе Заполярья: О дважды Герое Советского Союза Б. Ф. Сафонове.. — М.: Политиздат, 1983. — 110 с. — (Герои Советской Родины). — 200 000 экз. (обл.)

1985
- Баранов А. П. Моря Улесова: (О гидростроителе). — М.: Политиздат, 1985. — 96 с. — (Герои Советской Родины). — 200 000 экз. (обл.)
- Яровиков В. С. Грани военного таланта: (Маршал Советского Союза А. М. Василевский). — М.: Политиздат, 1985. — 127 с. — (Герои Советской Родины). — 200 000 экз. (обл.)

1986
- Абламонов П. Ф. Адмирал: О дважды Герое Советского Союза С. Г. Горшкове. — М.: Политиздат, 1986. — 112 с. — (Герои Советской Родины). — 200 000 экз. (обл.)

1988
- Масолов Н. В. За особые заслуги: (Герой Советского Союза А. А. Бисениек). — М.: Политиздат, 1988. — 96 с. — (Герои Советской Родины). — 200 000 экз. — ISBN 5-250-00093-2. (обл.)

1989
- Штейнберг В. А. Екаб Петерс: (латышский чекист). — М.: Политиздат, 1989. — 208 с. — (Герои Советской Родины). — 200 000 экз. — ISBN 5-250-00439-3. (обл.)

## Список книг
1. Абламонов П. Ф. Адмирал: О дважды Герое Советского Союза С. Г. Горшкове (1986)
2. Абызов В. И. Александр Родимцев (1981)
3. Автомонов Павло. Отчизны выполняя приказанье (1975) — Тимофей Амвросиевич Строкач
4. Азаров В. Б. Командир «С-7»: О Герое Советского Союза С. П. Лисине (1986)
5. Алдан-Семёнов А. И. Поход за последним «Тигром» (Об И. Я. Строде и С. С. Вострецове). — М.: Политиздат, 1975. — 127 с. — (Герои Советской Родины). — 200 000 экз.
6. Алдан-Семёнов А. И. Слово о командарме. — М.: Политиздат, 1981. — (Герои Советской Родины).
7. Алексеев Н. И. Осколком оборванная жизнь: (О И. Д. Черняховском). — М.: Политиздат, 1978, 1983/2. — 104 с. — (Герои Советской Родины). — 200 000 экз.
8. Арзуманян А. М. Иван Тевосян (1983)
9. Арзуманян А. М. Небо. Звёзды. Вселенная: О В. А. Амбарцумяне (1987)
10. Арлазоров М. С. Дорога на космодром: (о конструкторе космической техники А. М. Исаеве) (1980; 1984/2)
11. Артамонов В. И. Земля и небо Водопьянова: О Герое Советского Союза М. В. Водопьянове (1991)
12. Архипенко В. К. Созвездие ольшанцев (1978) — Константин Ольшанский
13. Аслезов С. А. Если не мы, то кто же? (1979) — Владимир Зенонович Царюк
14. Аслезов С. А. Пламя над Сожем: о Герое Советского Союза Е. И. Барыкине (1983)
15. Асташенков П. Т. Дерзкие старты: об авиаконструкторе дважды Герое социалистического труда С. А. Лавочкине (1976)
16. Асташенков П. Т. Конструктор легендарных ИЛов: (О С. В. Ильюшине) (1970)
17. Асташенков П. Т. Пламя и взрыв (1974) — Кирилл Иванович Щёлкин
18. Асташенков П. Т., Денисов Н. Н. Командарм крылатых: (О К. А. Вершинине) (1983)
19. Баранов А. П. Дорога без перекрёстков (1979) — Герой Социалистического Труда Александр Иванович Федосеев
20. Баранов А. П. Моря Улесова: (О гидростроителе) (1985) — Алексей Александрович Улесов
21. Баранов А. Причастность: (Герой Социалистического труда вальцовщик московского завода «Серп и молот» Виктор Дюжев) (1975)
22. Баш Яков. Зарево над речкой Ирпень (1980) — П. М. Буйко
23. Баюканский А. Б Её звали Володькой (1988) ISBN 5-250-00164-5 — Мария Щербак
24. Белевич А. П. У батьки Миная (1978)
25. Борзенко С. А., Денисов Н. Н. Наш Будённый. — М.: Политиздат, 1974, 1982. — 127 с. — (Герои Советской Родины). — 200 000 экз.
26. Борзенко С. А., Денисов Н. Н. Первый космонавт: (Ю. А. Гагарин). — М.: Политиздат, 1969. — 144, [8] с. — (Герои Советской Родины).
27. Бычевский Б. В. Командующий фронтом: (О Маршале Советского Союза Л. А. Говорове) (1973)
28. Ветров И. Е Дорога на Потсдам: (о машинисте Днепропетровского локомотив. депо А. Г. Смирнове) (1976)
29. Виноградов С. Ф. В дерзновенном полете: (О Б. Г. Чухновском) (1975)
30. Гладков Т. К. Клятва у знамени. — М.: Политиздат, 1978. — 127 с. — (Герои Советской Родины). — 200 000 экз. — Василий Киквидзе
31. Гладков Т. К. Остаюсь чекистом! (1987) — Д. Н. Медведев
32. Голубев В. Ф. Впереди комиссар (1988) — военный летчик Пётр Павлович Кожанов
33. Горбунов М. Н. Солдат, полководец: (О Маршале Советского Союза Р. Я. Малиновском) (1973)
34. Граховский С. И. Сеятель добра и гнева: (О Герое Советского Союза В. З. Корже) (1975)
35. Губарев В. С. Конструктор: Несколько страниц из жизни М. К. Янгеля (1977)
36. Давыдов Л. Д. Верность: (О Д. М. Карбышеве). — М.: Политиздат, 1980, 1984/2. — 128 с. — (Герои Советской Родины). — 200 000 экз.
37. Дмитревский В. И. Десять ступеней к победе: об О. А. Пятницком (1976)
38. Дмитриенко М. Ф., Ярошенко А. Д. Сын революционного века: Из хроники одной жизни: (о Ю. М. Коцюбинском) (1985)
39. Днепровский А. А. Эшелоны жизни: повесть об А. Д. Цюрупе (1981)
40. Душенькин В. В. Пролетарский маршал: (О В. К. Блюхере). — М.: Политиздат, 1974. — 127 с. — (Герои Советской Родины). — 200 000 экз.
41. Дуэль И. И. Линия жизни: докум. повесть о О. Ю. Шмидте (1977)
42. Ельшин Н. Х. Хранить постоянно (1979) — Герой Советского Союза И. И. Бакулин
43. Жигалов И. М. Повесть о балтийском матросе: (П. Е. Дыбенко) (1973)
44. Закалюк К. П. Грачёв — «Центру» (1977)
45. Захаров М. В. Учёный и воин: (О Маршале Советского Союза Б. М. Шапошникове) (1978/2)
46. Зверев К. В. По тылам врага: О дважды Герое Сов. Союза И. А. Плиеве (1983)
47. Зедгинидзе Э. К. Алёша Джапаридзе (1974)
48. Зонин С. А. Верность океану: о Л. А. Владимирском (1986)
49. Идашкин Ю. В. Небо его мечты: (о главном маршале авиации А. Е. Голованове) (1986)
50. Ильин В. А. Адмирал скоростного флота: (о Р. Е. Алексееве) (1983)
51. Казаков В. Г. Красный комбриг: (о Г. И. Котовском) (1981)
52. Канюка М. Мужество (1979) — Герой Советского Союза Владимир Александрович Молодцов
53. Канюка М. Рассказ об отважном чекисте (1977) — Герой Советского Союза Иван Кудра
54. Кейзаров А. С. Эхо на Полесье (1979) — Роман Наумович Мачульский
55. Кизя Л. Е. Доверие: О секретаре Ровенского подпольного обкома партии В. Бегме (1977)
56. Кондратьев Н. Д. На линии огня: Эпизоды из жизни командарма И. Федько (1974/2)
57. Коробов Л. А. Фронт без флангов: биогр. очерк о дважды Герое Советского Союза С. А. Ковпаке (1971; 1972/2)
58. Кривулин В. З., Пивовар Ю. И. И это всё в одной судьбе (1986) — дважды Герой Советского Союза генерал-полковник Д. А. Драгунский
59. Кузнецов Виктор. Прямой наводкой (1984) — Герой Советского Союза, кавалер ордена Славы трех степеней Николай Иванович Кузнецов
60. Кулешов Г. П. Независимо от звания (1987) — генерал-лейтенант Л. Г. Петровский
61. Лайпанов К. Т., Батчаев М. Х. На крыле времени (1977) — Умар Джашуевич Алиев
62. Листровой В. Д., Слободин К. М. Конструктор Морозов (1983)
63. Макеев В. Ф. И пусть ветры в лицо (1981) — Афанасий Павлантьевич Белобородов
64. Макеев В. Ф. Комиссар «Марата», герой Севастополя: О Герое Советского Союза вице-адмирале Н. М. Кулакове (1987)
65. Маркова Г. И. Взлёт: О Герое Советского Союза М. М. Расковой (1986)
66. Марушкевич Н. Т. Смысл его жизни: (О В. И. Козлове) (1976)
67. Масолов Н. За особые заслуги: (Герой Советского Союза А. А. Бисениек) (1988)
68. Масолов Н. Ленинград в сердце моём (1981)
69. Медовой Б. Иду туда, где бой (1986)
70. Межирицкий П. Я. Товарищ майор (1975)
71. Мержанов М. Солдат, генерал, маршал (1974)
72. Микулина Е. Н. Марийкины тополя (1977) — дважды Герой Социалистического Труда М. А. Брынцева
73. Михайловский Н. Г. Адмирал Трибуц (1982) — Владимир Филиппович Трибуц
74. Михайловский Н. Г. Он мерил жизнь особой меркой: (Адмирал А. Г. Головко) (1977)
75. Московкин В. Ф., Тарасов Е. П. Солдат революции: (о Н. И. Подвойском) (1982)
76. Музыкантик И. М., Рейта Д. Ю. Имант Судмалис (1981) пер. с латыш. М. Крупниковой
77. Ненароков А. П. Верность долгу: О Маршале Советского Союза А. И. Егорове (1983/2; 1989/3) ISBN 5-250-00433-4
78. Николаев В. Н. Отдаю себя революции. — М.: Политиздат, 1972. — 128 с. — (Герои Советской Родины). — 200 000 экз.
79. Новохатко В. Г. Дорога в гору: (О Герое Сов. Союза В. Д. Ревякине) (1985)
80. Новохатко В. Г. Шесть дней июля: О Г. Д. Гае (1987)
81. Орлов В. А. Выбор: (о Н. Л. Духове) (1979)
82. Ортенберг Д. И. Огненные рубежи (1973) — Маршал Советского Союза К. С. Москаленко
83. Осипов Б. В. Биография пишется смолоду (1979)
84. Палажченко А. Е. Комиссар незримых баррикад (1976)
85. Палажченко А. Е. Партизанский комиссар (1978) — Герой Советского Союза С. В. Руднев
86. Палажченко А. Е. Товарищ Демьян: (Д. С. Коротченко) (1977)
87. Парамонов И. В. Командарм угольного фронта (1977) — Василий Михайлович Бажанов
88. Позняк П. Легендарный начдив (1984)
89. Полевой Б. Полководец (1983) — Маршал Советского Союза, дважды Герой Советского Союза Иван Степанович Конев
90. Политов З. Н. Секретарь подпольного обкома: О Герое Советского Союза Н. И. Сташкове (1973/2; 1978/3)
91. Попов А. С. Труд, талант, доблесть: (о М. Н. Тухачевском) (1972)
92. Пороженко Г. Б., Пороженко Л. Т. Их в разведку водила Леля: О Герое Советского Союза Е. Ф. Колесовой (1986)
93. Радько Н. Е. Уроки доброты: о В. К. Куприяновой (директоре Новочеркасского дет. дома № 2) (1989) ISBN 5-250-00435-0
94. Ребров М. Ф. Над планетой людей: (о космонавте А. А. Леонове) (1980)
95. Резниченко Г. И. Вся жизнь — небу: (о лётчике-испытателе М. М. Громове) (1983)
96. Резниченко Г. И. Выход в космос разрешаю: (о П. И. Беляеве) (1978)
97. Резниченко Г. И. Космонавт-5 (1989) ISBN 5-250-00436-9 — В. Ф. Быковский
98. Родинский Д. И., Царьков Н. С. Повесть о братьях (1976) — о Героях Советского Союза Александре и Петре Лизюковых и их брате Евгении
99. Романов А. П. Космонавт-Два: (о Г. С. Титове) (1979)
100. Романов А. П. Ракетам покоряется пространство: (об академике В. П. Глушко) (1976)
101. Ростков А. Ф. Мастерство и мужество: о М. Е. Катукове (1983)
102. Рудный В. А. Готовность № 1: о Н. Г. Кузнецове (нар. комиссаре ВМФ СССР) (1982; 1985/2)
103. Рудный В. А. Долгое, долгое плавание: Об адмирале флота Совет. Союза И. С. Исакове (1974; 1984/2)
104. Рябов П. П. Сезон удачи: Страницы жизни геолога Василия Подшибякина (1980) — Василий Тихонович Подшибякин
105. Садовский Я. Г. Такая служба — побеждать (1983) — Амазасп Хачатурович Бабаджанян
106. Соломин Н. И. Легенда о командарме: (о командарме 2-го ранга М. К. Левандовском) (1989) ISBN 5-250-00438-5
107. Сумарокова Т. Н. Пролети надо мной после боя: О дважды Герое Сов. Союза Г. Ф. Сивкове и Герое Сов. Союза Е. В. Рябовой (1988/2) ISBN 5-250-00005-3
108. Тепляков Ю. Н. Операцию начнем на рассвете…: (о начальнике строительства Сталингр. тракт. з-да В. И. Иванове) (1984/2)
109. Толмачёв А. В. Михаил Иванович Калинин (1970)
110. Хаметов М. И. В небе Заполярья: О дважды Герое Советского Союза Б. Ф. Сафонове (1983; 1987/2)
111. Хмелевский К. А. Сыны степей донских: о Ф. Г. Подтёлкове и М. В. Кривошлыкове (1985)
112. Чернышев М. Т., Чермашенцев К. Я. Жизнь — Родине (1974) — Маршал Советского Союза С. С. Бирюзов
113. Штейнберг В. А. Екаб Петерс: (латышский чекист) (1989) ISBN 5-250-00439-3
114. Щербаков А. Д. В первом эшелоне (1980)
115. Щербаков А. Д. Крылатым доверьте небо! : (о дважды герое Советского Союза С. И. Грицевце) (1976)
116. Яковенко В. К. Партизанский комбриг: О герое Советского Союза Д. Т. Гуляеве (1984; 1987/2)
117. Яровиков В. С. Грани военного таланта: О Маршале Сов. Союза А. М. Василевском (1979; 1985/2)